# فيلي غيست
فيلي غيست (بالإنجليزية: Willie Geist)‏ هو مذيع ومقدم تلفزيوني أمريكي، ولد في 3 مايو 1975 في إيفانستون في الولايات المتحدة.

## وصلات خارجية
- الموقع الرسمي
- فيلي غيست على موقع IMDb (الإنجليزية)
- فيلي غيست على موقع ألو سيني (الفرنسية)
- فيلي غيست على موقع أول موفي (الإنجليزية)
- فيلي غيست على موقع قاعدة بيانات الفيلم (الإنجليزية)
- فيلي غيست على موقع كينوبويسك (الروسية)